# Cesare Sesia
Cesare Sesia – noto anche con il nome di Bruno – (Torino, 1º gennaio 1898 – Chivasso, 21 agosto 1924) è stato un calciatore italiano, di ruolo mediano.

## Biografia
Ragioniere, oltre a giocare a calcio lavorava come impiegato di banca a Torino; combatté come artigliere durante la Grande Guerra.
Morì nel 1924, a 26 anni, all'ospedale di Chivasso, per le gravissime conseguenze di un incidente automobilistico avvenuto all'altezza di Casalborgone, dove un'autocorriera della quale era passeggero era precipitata in una scarpata alta trenta metri.

## Carriera
Fece il suo esordio con la Juventus contro l'Alessandrina il 12 ottobre 1919 in una vittoria per 3-0, mentre la sua ultima partita fu contro il Bologna il 30 aprile 1922 in un pareggio per 1-1. Nelle sue tre stagioni bianconere collezionò 18 presenze senza segnare.

## Statistiche

### Presenze e reti nei club
| Stagione        | Club            | Campionato      | Campionato | Campionato |
| Stagione        | Club            | Comp            | Pres       | Reti       |
| --------------- | --------------- | --------------- | ---------- | ---------- |
| 1919-1920       | Juventus        | Prima Categoria | 2          | 0          |
| 1920-1921       | Juventus        | Prima Categoria | 7          | 0          |
| 1921-1922       | Juventus        | Prima Categoria | 9          | 0          |
| Totale Juventus | Totale Juventus |                 | 18         | 0          |
| Totale carriera | Totale carriera |                 | 18         | 0          |